# Jugendrecht
Unter den Begriff Jugendrecht, der in Deutschland nicht klar definiert ist, lassen sich alle Gesetze mit Bezug zu Kindern und Jugendlichen fassen. Hierzu zählen unter anderem:
- das Achte Buch Sozialgesetzbuch (SGB VIII) Kinder- und Jugendhilfe,
- das Jugendschutzgesetz (JuSchG),
- der Jugendmedienschutz-Staatsvertrag (JMStV),
- das Jugendarbeitsschutzgesetz (JArbSchG),
- das Jugendgerichtsgesetz (JGG) sowie
- Bereiche des Bürgerlichen Gesetzbuches (BGB).